# Litvánia
Litvánia, hivatalosan Litván Köztársaság (litvánul Lietuvos Respublika, Lietuva) állam Északkelet-Európában, a Balti-tenger partján. Északról Lettország, délkeletről Fehéroroszország, délről Lengyelország és délnyugatról Oroszország Kalinyingrádi területe határolja.
Egyike a három balti államnak. Területe 65 300 négyzetkilométer, népessége 2,8 millió fő, így az Európai Unió közepes méretű és kisebb népességű tagállamai közé tartozik. Hivatalos nyelve a litván, ami az indoeurópai nyelvcsaládba tartozó nyelv. Fővárosa és legnépesebb városa Vilnius.
Az ország területének nagy része síkvidék, felszínét kisebb tavak, mocsarak és erdők borítják. Litvánia tengerpartja 92 kilométer hosszú, amely a Balti-tenger mentén húzódik és legjelentősebb tengeri kikötővárosa Klaipėda.
A független Litván Köztársaságot az I. világháború végén 1918. február 16-án hozták létre, amikor kiadták a litván függetlenségi nyilatkozatot is, amely demokratikus államként definiálta az országot. A demokratikus időszak nem tartott sokáig és 1926-tól kezdve egyre autokratikusabbá vált Antanas Smetona elnöksége alatt. Litvánia de facto függetlensége a II. világháborúval véget ért, kezdve a Szovjetunió 1940-es erőszakos bekebelezésével és a Harmadik Birodalom 1941-es inváziójával, amit 1944-ben újabb szovjet megszállás követett és létrehozták a Litván SZSZK-t, ami 45 éven keresztül fennmaradt. A békés hangulatú éneklő forradalom 1987-ben kezdődött a balti szovjet köztársaságok között és 1990 márciusában a függetlenség hivatalos visszaállításával ért véget, ezzel Litvánia lett a legelső szovjet tagköztársaság, mely kinyilvánította a függetlenségét.
Litvánia az Európai Unió, az Európa Tanács, az eurózóna, a NATO, az OECD és az ENSZ tagja, valamint része a schengeni övezetnek. Az emberi fejlettségi index (HDI) mérőszámai alapján fejlett országnak minősül.

## Földrajz

### Domborzat
Litvánia a legnagyobb és legnépesebb balti állam, a Balti-alföld déli részén terül el. Legnagyobb része hullámos alföld, 100 méternél alacsonyabban fekvő terület. Az ország legmagasabb pontja 292 méteres. A terület 30%-át tavak, mocsarak és erdőségek borítják.
Kb. 100 km hosszú a partvonala, amelyből csak 38 km-nek van közvetlen kijárata a Balti-tengerre. Az egyetlen nagy tengeri kikötő, Klaipėda a Kur-öböl (Kuršių marios) keskeny bejáratánál van. Ez egy sekély lagúna, amely délre egészen Königsbergig tart.
Van olyan számítási mód, amely szerint a litván főváros, Vilnius mindössze néhány kilométerre délre van Európa földrajzi középpontjától.

### Vízrajz
Fő folyója, a Nemunas (Nyeman) és néhány mellékfolyója hajózható. Nemzetközi forgalom zajlik rajta Fehéroroszország felé.

### Éghajlat
Az éghajlata óceáni és nedves kontinentális között változik, csapadékos, mérsékelt téllel és nyárral.
Az évi átlaghőmérséklet 6 °C. Az évi csapadék mennyisége 900 mm. Az ország keleti része számottevően szárazabb, mint a partvidék.

### Élővilág, környezetvédelem
Borostyánlelőhely. A kiterjedt erdőkben szarvast, rókát, vaddisznót vadásznak. A védett területeket főleg mocsarakban alakították ki.

#### Nemzeti parkok
- Aukštaitija Nemzeti Park – fenyvesek, tavak, kis falvak az ország keleti részén.
- Dzūkija Nemzeti Park – erdők és mocsarak között régi erődök.
- Trakai Történelmi Nemzeti Park – Trakai kis sziget egy tavon. A szigeten régi vár, benne ma történelmi múzeum működik. A környék a karaiták központja.
- Kur-földnyelv Nemzeti park – Kur-földnyelv
- Žemaitija Nemzeti Park

## Történelem

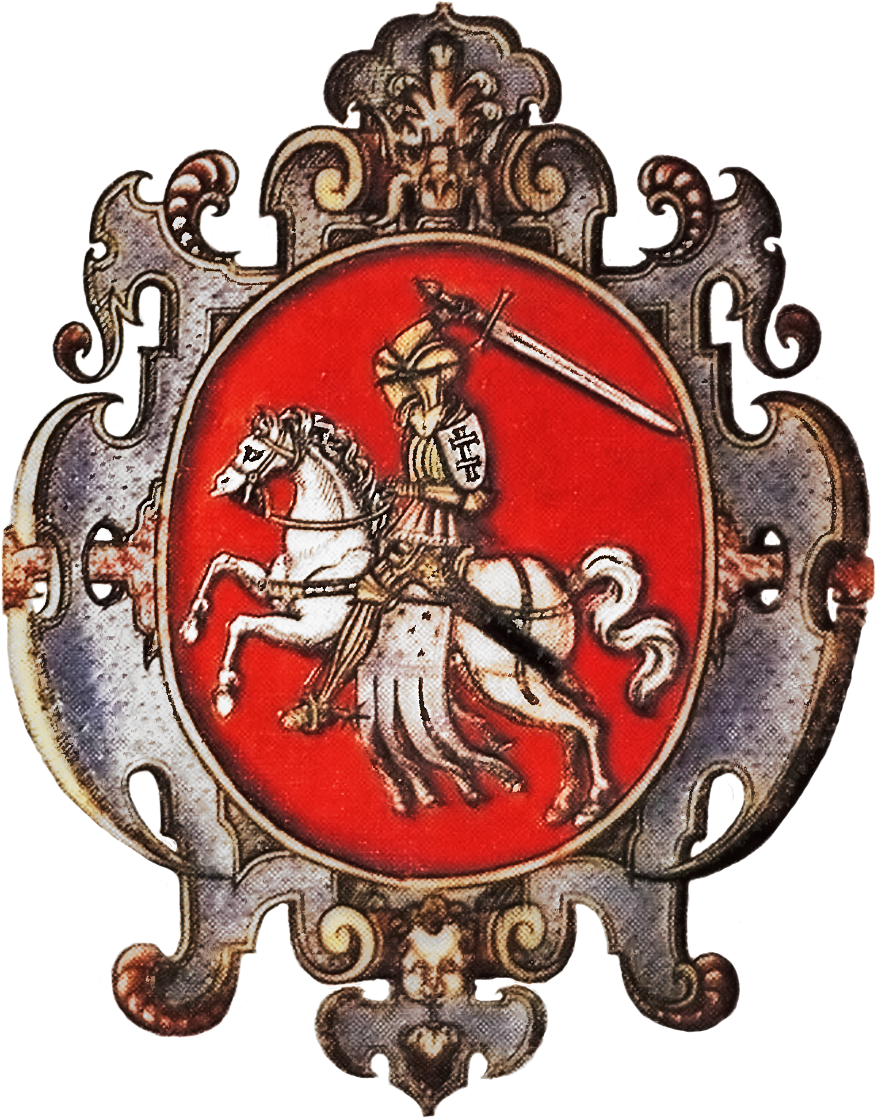
A Litván Nagyfejedelemség történelmi címere

### A kezdetektől a nagyhatalommá válásáig
A területre az i. e. 2. évezred első felében indoeurópai eredetű, a szlávokkal rokon balti törzsek érkeztek. Az i. e. 5-6. században megindult a néppé válás folyamata. A 8. században a lettektől elkülönült litvánok kisebb fejedelemségeket hoztak létre. Litvánia neve az 1008-as Quedlinburgi évkönyvben szerepel először mint a Kijevi Nagyfejedelemség része. A 13. század közepén Mindaugas fejedelem a kis államalakulatokat egyesítve felvette a nagyfejedelem címet.

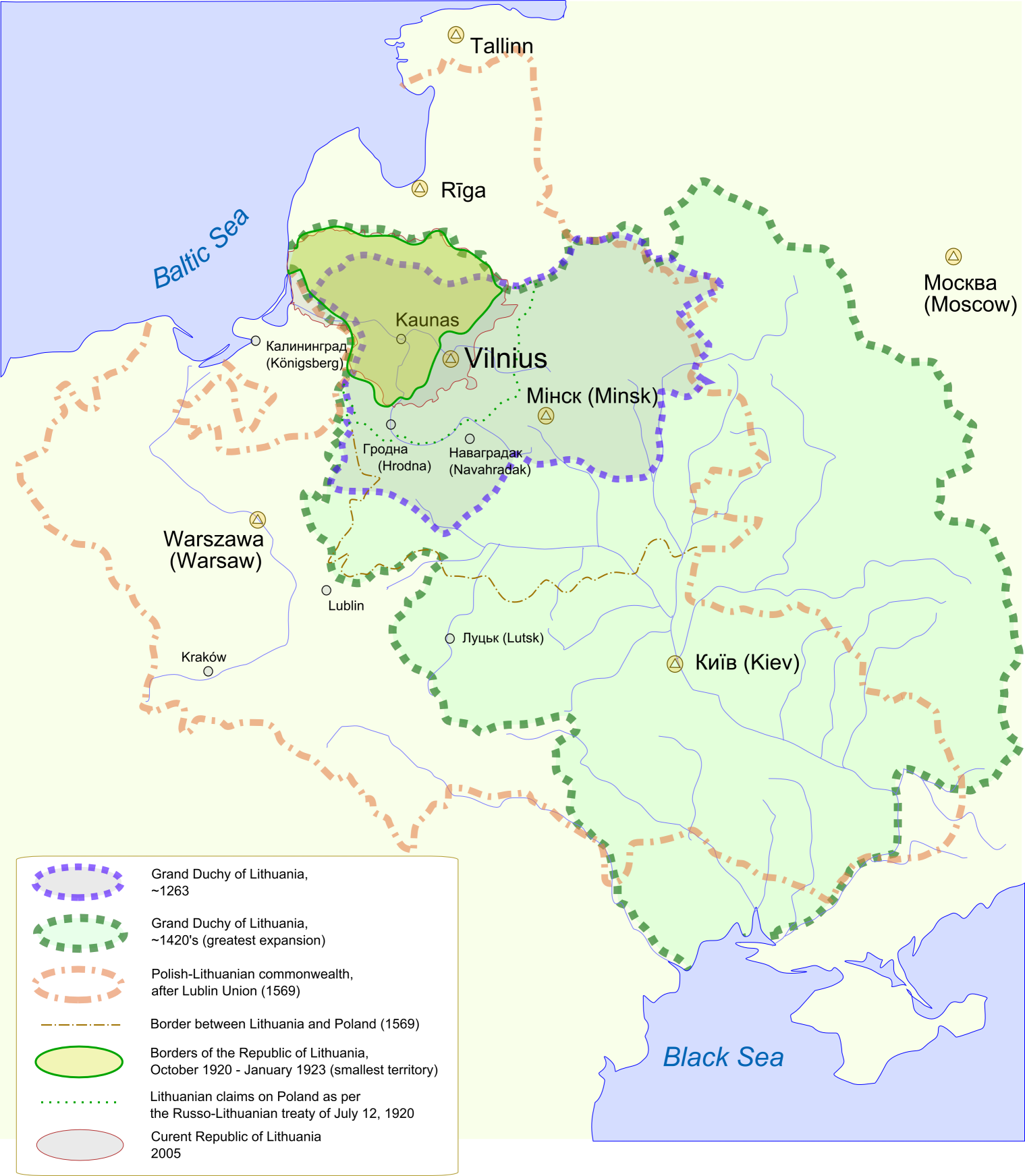
Litvánia területének változása 1263-tól napjainkig

### Lengyel–litván unió
A Litván Nagyfejedelemség Európa jelentékeny részére terjedt ki a Balti-tengertől a Fekete-tengerig. A litván nemesség, városlakók és parasztok 1386-ban tértek át a kereszténységre, azután, hogy Litvánia nagyfejedelmét, Jagellót (Jogaila) 1386. február 2-án lengyel királlyá koronázták. Litvánia és Lengyelország perszonálunióban egyesültek. A szoros együttműködésben harcoló lengyel és litván hadsereg legyőzte a Német Lovagrendet 1410-ben a grünwaldi csatában, a középkori Európa legnagyobb csatájában. A centralizált Moszkvai Nagyfejedelemség növekvő ereje miatt 1569-ben Litvánia és Lengyelország egyesült a Lengyel–Litván Államszövetségben. Az államszövetség tagjaként Litvánia megőrizte intézményeit, beleértve önálló hadseregét, pénzét és jogrendszerét. Ettől kezdve Litvániából sok zsidó menekült tengerentúlra az üldözések elől és tevékenységük korlátozása miatt.

### AzOrosz Birodalombanés az első független köztársaság
Lengyelország harmadik felosztásakor (1795), a mai Litvánia nagy része (egy kis terület porosz birtok lett), a napóleoni háborúk után pedig az egész az Orosz Birodalom fennhatósága alá került. Bevezették az orosz közigazgatást, törvénykezést, jogrendet, az 1863-64. évi sikertelen felkelést követően megszüntették a litván nyelvű oktatást, a latin betűs litván sajtót és könyvkiadást. Tömegek váltak munkanélkülivé, ami nagy arányú kivándorlást eredményezett. A 19. század végére megerősödött a litván nemzeti mozgalom, ebben jelentős szerepet vállalt a katolikus egyház, és megalakultak az első pártok is. Az 1905-07. évi oroszországi forradalom idején az úgynevezett vilniusi szejm autonómiát és önálló parlament felállítását követelte. Az első világháború idején, 1915-től német megszállás alá került. 1918. február 16-án Kaunasban a Litván Tanács kinyilvánította Litvánia függetlenségét. 1918-ban Vilniusban ellenkormány alakult, amelyet 1919 nyarára lengyel katonai segítséggel megbuktattak, ugyanakkor Lengyelország nem adta vissza az elfoglalt Vilniust és környékét. 1923-ban litván szabadcsapatok szállták meg a versailles-i békeszerződés által a Népszövetség igazgatása alá helyezett, korábban Németországhoz tartozott Klaipėda (Memel) városát és környékét, az ún. Memel-vidéket (a megszállást az 1924. évi párizsi egyezmény szentesítette). Az így létrejött Litvánia területe 55 000 km², lakossága 2,4 millió (80% litván) volt. Az 1922. évi alkotmány Kaunast tette ideiglenes fővárosává. Az alkotmány szerinti főváros Vilnius maradt. A két világháború között gazdasága megőrizte az agrár jellegét. A többpárti koalíciós kormányzásnak az 1926. decemberi katonai puccs vetett véget. Autorier rendszer jött létre Antanas Smetona vezetésével. Az 1930-as évek második felében Litvániára egyre nagyobb német nyomás nehezedett, amelynek hatására az 1939. március 22-i egyezmény értelmében visszaadta Németországnak a Memel-vidéket (ez volt Hitler utolsó békés területszerzése).

### Szovjetuniótól a függetlenségig
Az 1939-es Molotov–Ribbentrop-paktum Litvániát német érdekszférának ismerte el, majd az 1939. szeptember 28-i második szovjet-német egyezmény szovjet hatáskörbe utalta. Az 1939. október 10-i szovjet-litván kölcsönös segítségnyújtási szerződésben a SZU átadta Litvániának a Kelet-Lengyelország megszállásakor elfoglalt Vilniust és környékét, cserében katonai támaszpontokat létesíthetett az ország területén. 1940. június 15-én a Vörös Hadsereg megszállta az országot, új szovjetbarát kormány és parlament alakult. Július 21-én kikiáltották a Litván SZSZK-t amelyet augusztus 3-án felvettek a Szovjetunióba.
A szovjet terrorintézkedések miatt a lakosság nagy része 1941 júniusában felszabadítóként fogadta a német csapatokat (szeptemberben Kaunasban németbarát kormány alakult), a német kormányzat azonban megszállt tartományként kezelte az országot, ennek során a litván zsidók 90%-a életét vesztette. Ez volt az egyik legmagasabb halálozási arány a holokauszt idején.
1944-ben a Vörös Hadsereg újra elfoglalta Litvániát, és a szovjet hatóságok kollaborálás vádjával mintegy 150 ezer embert telepítettek ki Közép-Ázsiába és Szibériába. A szovjet uralom ellen az erdős vidéken fegyveres ellenállás bontakozott ki, az utolsó gerillacsapatokat csak az 1950-es évek elején tudták felszámolni. Az áttelepítettekkel együtt a szovjet hatóságok megtorlása 270 ezer embert, a lakosság 10%-át érintette. Az erőszakos szovjetesítés (kollektivizálás, oroszosítás, tervgazdálkodás stb.) ellenére sem tudták Litvániát teljes mértékben beolvasztani a Szovjetunióba, évtizedekig a szovjet rendszerrel való szembenállás fellegvára maradt. Litvániába lényegesen kisebb arányban települtek be oroszok, mint a másik két balti szovjet köztársaságba. Lettországban a lakosság harmada, Észtországban negyede orosz nemzetiségű, míg Litvániában ez az arány mindössze 5 százalék.
A gorbacsovi peresztrojka és glasznoszty felszínre hozta az ellentéteket. 1988-ban megalakult a Litván Mozgalom az Átalakítás Támogatására (Sąjūdis, ejtsd: szajudisz) nevű szervezet, amely a függetlenség és a reformmozgalom élére állt. 1988 novemberében a Litván Legfelsőbb Tanács visszaállította Litvánia két világháború közötti állami jelképeit, 1989 januárjában a litvánt tette hivatalos nyelvvé, decemberben – a Szovjetunióban elsőként – törölte az alkotmányból a kommunista párt vezető szerepét rögzítő törvényt, s legalizálta a többpártrendszert. Az 1990-es választásokon a Sąjūdis jelöltjei nyertek, 1990. március 11-én kikiáltották a független Litván Köztársaságot, de a kormányzatnak Moszkva gazdasági blokádja és a nemzetközi támogatás hiánya miatt le kellett mondania ideiglenesen a független állam jogainak tényleges gyakorlásáról. 1990-ben Észtországgal és Lettországgal politikájuk összehangolására felújították a Balti Tanács működését. 1991 januárjában a hadsereg a Moszkva-barát Együttélés mozgalom támogatásával kísérletet tett a szovjethatalom helyreállítására. A szovjet kommandós alakulatok több középületet elfoglaltak, januárban megalakult a szovjethű Litván Nemzeti Megmentés Bizottsága. A gyengülő központi hatalom azonban a visszarendeződést a nagyszabású tömegdemonstráció (százezer ember védte élő pajzsként a parlamentet) és a nemzetközi tiltakozás miatt nem tudta elérni. Az 1991. február 11-i népszavazáson a litvánok 85%-a a Szovjetunióból való kiválásra szavazott.

### A független Litvánia
Ötvenéves megszállás után Litvánia a kommunistaellenes függetlenségi mozgalom, a Sąjūdis vezetésével 1990. március 11-én kikiáltotta függetlenségét, a volt szovjet tagállamok közül elsőként. 1991 januárjában Vilniusban a szovjet ejtőernyősök vissza akarták foglalni a TV tornyot, és 14 litván nemzetiségű polgárt lőttek le. 1991. február 4-én Izland volt az első ország, amely elismerte Litvánia függetlenségét, és Svédország először nyilvánította konzulátusát nagykövetséggé. Az Amerikai Egyesült Államok sohasem ismerte el Litvánia és a két másik balti állam szovjet megszállását.
Az 1991. augusztusi moszkvai konzervatív kommunista puccskísérlet bukása után, 1991. szeptember 6-án a Szovjetunió Legfelsőbb Tanácsa elismerte Litvánia függetlenségét. Szeptember 17-én az ENSZ tagja lett Litvánia. 1993 májusában felvették az Európa Tanácsba, júliusban önálló valutát (litas) vezettek be. Az utolsó szovjet katona 1993. augusztus 31-én hagyta el az országot, korábban, mint Németországot. Szeptemberben Észtországgal és Lettországgal együtt szabadkereskedelmi övezet létrehozásáról döntöttek. 1995-ben az Európai Unió társult tagja lett. 2001. május 31-én a Kereskedelmi Világszervezet 141. tagjává vált. 2004 márciusában a NATO, májusban az Európai Unió teljes jogú tagja lett. 2015. január elsején Litvánia az Eurózóna 19. tagállama lett.

## Államszervezet és közigazgatás

### Alkotmány, államforma
Litvánia államfője a köztársasági elnök, akit közvetlenül választanak meg ötéves időtartamra. Az elnök felügyeli a kül- és biztonságpolitikát. A parlament jóváhagyásával kinevezi többek közt a miniszterelnököt és az alkotmánybíróság (Konstitucinis Teismas) tagjait.
A litván parlamentnek (Seimas) 141 tagja van, akiket 4 évre választanak meg. Egy politikai párt jelöltje legalább 5%-os támogatottsággal juthat be a parlamentbe, pártszövetségeknek 7%-ot kell elérniük.

### Közigazgatási beosztás
Litvánia jelenlegi közigazgatási felosztását 1994-ben hozták létre, majd 2000-ben némileg módosították. Az ország tíz megyéből (apskritis, tsz. apskritys) áll, melyek a székhelyükről kapták nevüket. A megyék élén a kormányzó áll, akit a vilniusi központi kormányzat nevez ki. Legfőbb feladatuk a helyi önkormányzatok törvényességi felügyelete. A megyék összesen 60 helyi önkormányzatra (városokra és járásokra) oszlanak, amelyek tovább bonthatók több mint 300 kerületre. Minden helyi önkormányzatot négy évre választott tanács irányít.
Litvánia a következő történelmi és kulturális régiókból áll:
- Aukštaitija – „Felföldek”
- Samogitia – vagy Žemaitija, „Alföldek”
- Dzukija (Dzūkija vagy Dainava).
- Sudovia (Sūduva vagy Suvalkija).
- Mažoji Lietuva – Kis-Litvánia, „Porosz Litvánia” (Prūsų Lietuva, azaz Königsberg környéke), amely jelenleg orosz fennhatóság alatt van.

### Politikai pártok
- Haza Szövetség – Litván Kereszténydemokraták (1993 óta)
- Liberális és Közép Unió (2003-2014)
- Liberális Mozgalom (2006 óta)
- Litván Demokratikus Munkáspárt (1989-2001)
- Litván Demokratikus Párt (1902 óta, 1989 újjáalapítva)
- Litván Gazdák és Zöldek Uniója (2001 óta)
- Litván Középpárt (2003 óta)
- Litván Lista (2012 óta)
- Litván Nemzeti Szövetség (1924 óta)
- Litván Szociáldemokrata Párt (1896 óta)
- Litvániai Lengyelek Választási Akciója – Keresztény Családok Szövetsége (1994 óta)
- Munkáspárt (2003 óta)
- Rend és Igazságosság (2002 óta)
- Zöld Párt (2011 óta)

## Népesség

### Népességének változása

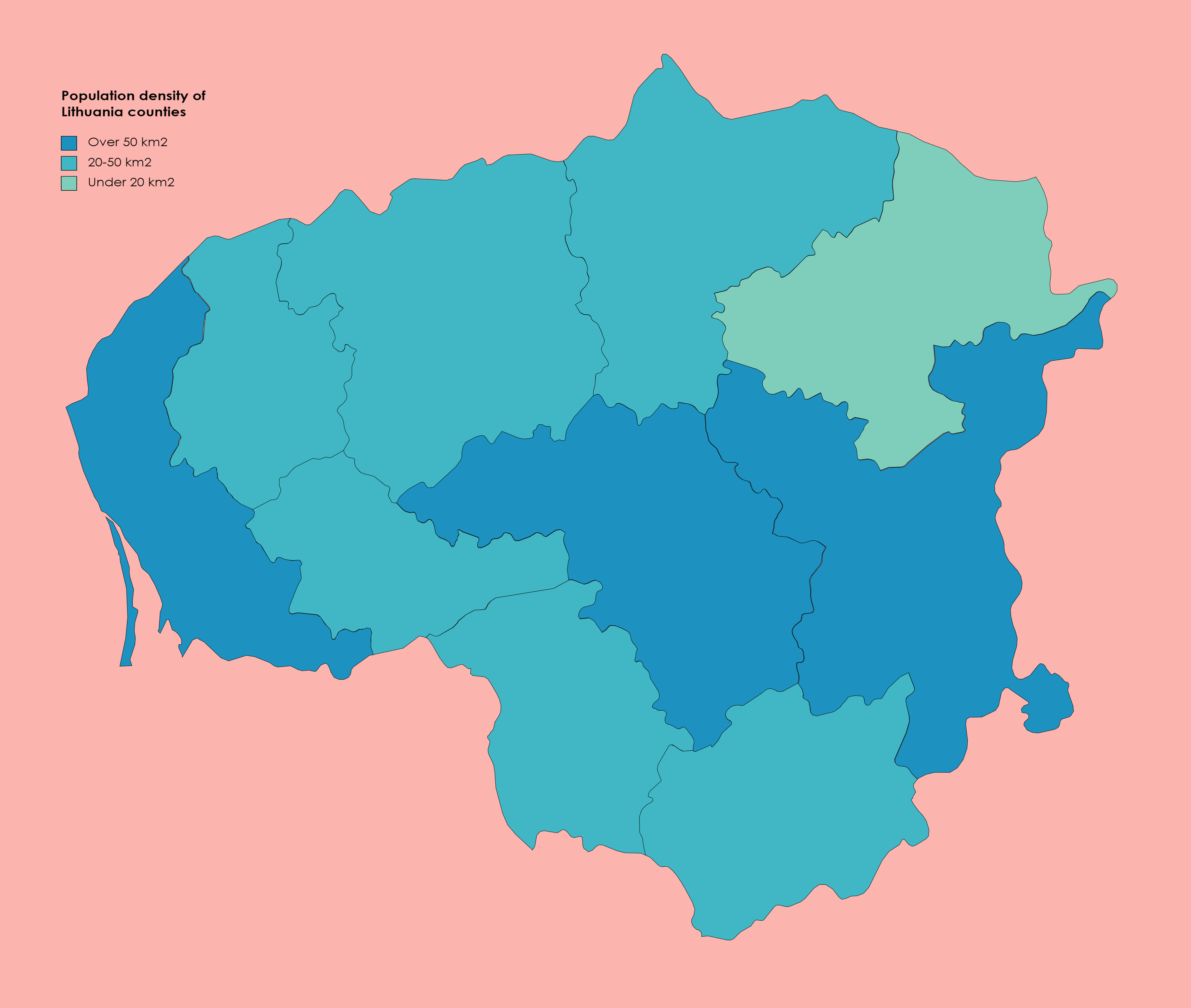
Litvánia népsűrűsége 2020-ban

| Lakosok száma | 3 615 212 | 3 536 401 | 3 454 637 | 3 355 220 | 3 212 605 | 3 052 588 | 2 943 472 | 2 847 904 | 2 794 090 | 2 860 002 |
|               | 1996      | 1999      | 2002      | 2005      | 2008      | 2011      | 2014      | 2017      | 2020      | 2023      |

### Általános adatok
A lakosság 82%-a litván. Az orosz anyanyelvűek többsége Vilniusban, Klaipėdában és a nagyobb városokban él.
A második világháború után megnőtt a lengyelek száma.

### Etnikai, nyelvi, vallási megoszlás
Az ország népességének 83,5%-a litván, amely a litván nyelvet beszéli. Ez a hivatalos nyelv. Néhány nagyobb kisebbség is jelen van: lengyel (7%), orosz (5%) és belarusz (1,5%).
A lengyelek alkotják a legnagyobb kisebbséget, főleg Litvánia délkeleti részében (Nyugat-Vilnius régió). Az orosz a második legnépesebb kisebbség, akik többséget alkotnak Visaginasban, de jelen vannak még Vilniusban és Klaipėdában is.
Litvániában számottevő muszlim tatár kisebbség is él, a lipekek, Keturiasdešimt Totorių, Nemėžis, Raižiai településeken, akiket a 14. században telepítettek le. Maga Charles Bronson amerikai színész is ebből az etnikai csoportból származott.
Vallási megoszlás: római katolikus 90%, ortodox 5%, evangélikus 3%, muzulmán (0,6%), egyéb 2% (2003) A lakosság többsége (81%-a) a litván etnikumhoz tartozik, ezen kívül főleg keleti-szláv kisebbségek élnek az országban pl. nyolc százalék lengyel, a lakosság fennmaradó része orosz, fehérorosz stb.

### Szociális rendszer
Annak ellenére, hogy a litván gazdaság kétségtelenül növekszik, sok ember még mindig szegénységben él és a helyzet látszólag nem javul. Egy 2005 júniusában közzétett amerikai jelentés szerint a 107,5 dollár havi minimálbér 1998 júniusa óta változatlan, ami jóval a szegénységi küszöb alatt van. Az átlagfizetés 336,8 dollár havonta .

## Gazdaság

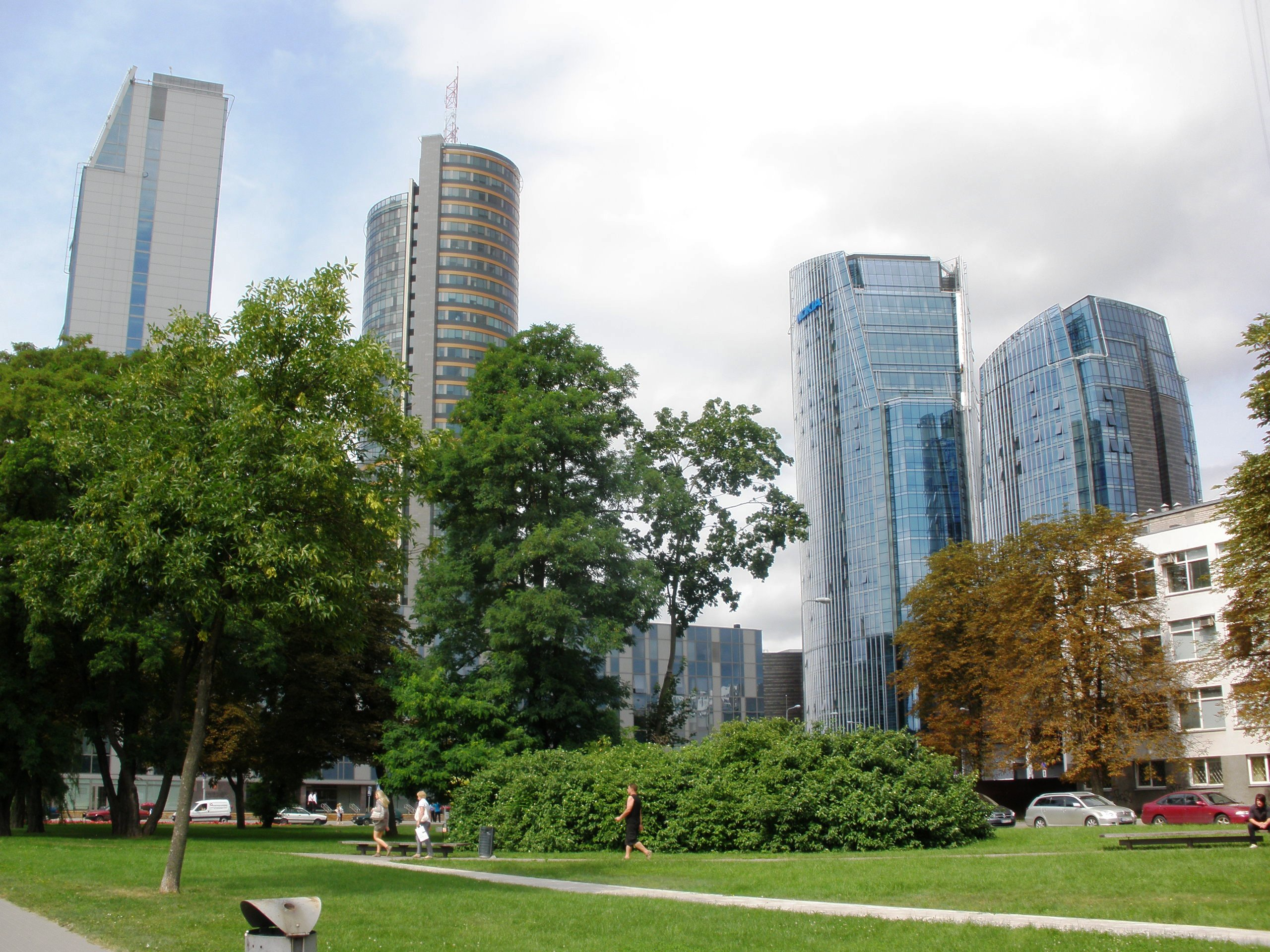
Vilnius irodaházai

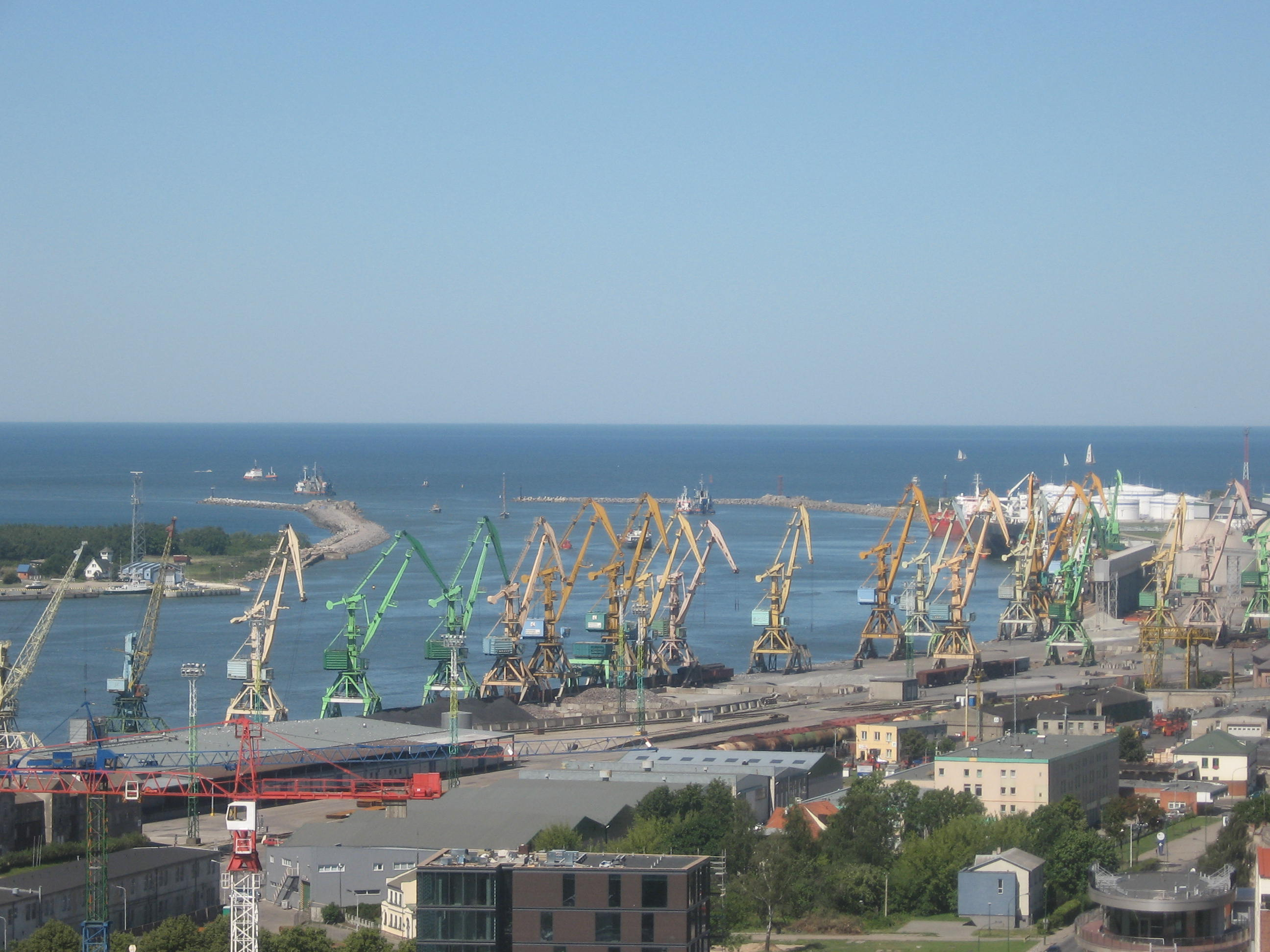
Klaipėda kikötője

### Általános adatok
2003-ban, az Európai Uniós csatlakozás előtt Litvániának volt a legnagyobb gazdasági növekedése az összes tag- és tagjelölt ország között, elérve a 8,8%-ot a harmadik negyedévben. 2004-ben a GDP növekedése 6,6% volt, amely hatásos gazdasági fejlesztést tükrözött. 1998-ig Litvánia rendelkezett a legnagyobb oroszországi kereskedelemmel a balti államok közül. Az 1998-as orosz gazdasági válság miatt az ország főleg a nyugat irányába fordult.
Litvánia a Világkereskedelmi Szervezet tagjává vált és 2004. május 1-jén belépett az Európai Unióba. Hivatalos adatok szerint a belépés 2004-ben 10,6%-ra csökkentette a korábbi nagy munkanélküliséget, mások azonban azt állítják, hogy ez a nagy elvándorlásnak köszönhető. Litvánia nagyjából befejezte a nagy állami létesítmények privatizálását. A nemzeti pénznemet, a litast 2002. február 2-től az euróhoz rögzítették, EUR 1,00 = LTL 3,4528 árfolyamon, 2015. január elsején pedig fel is váltotta az euró mint hivatalos fizetőeszköz.

### Gazdasági élet
Litvánia gazdasági életét a II. világháború előtt alapvetően a mezőgazdaság határozta meg. Nem voltak ipari nyersanyagai, hiányoztak a tengeri kikötők, az ipart csak kisüzemek képviselték (élelmiszer-, fa- és textilipar). A mezőgazdaság fejlődését a feudális birtokviszonyok gátolták. A SZU tagjaként gazdaságát a szovjet extenzív iparosítási politika határozta meg. Ehhez a nyersanyag és az energiahordozók Oroszországból érkeztek, a kész termékek a szovjet piacra kerültek. Litvánia a fejlettebb régiókhoz tartozott, a gazdaság színvonala a SZU átlagának 115%-a, a mezőgazdaság szerepe a másik két balti államhoz képest jelentősebb volt. A SZU-ból való kiválása megviselte a litván gazdaságot, 1992-ben a bruttó hazai termék előállítás 34%-kal esett vissza. 1997-ben a GDP 11,3%-át mezőgazdaság, 27,9%-át az ipar, 60,8%-át a harmadik szektor adta.

### Mezőgazdaság
Litvánia területének 46,7%-a szántó, 7,3%-a rét és legelő, 30,7%-a erdő, 15,3%-a terméketlen, illetve beépített terület. A mezőgazdaság vezető ágazata a belterjes takarmányozó-istállózó állattenyésztés (a mezőgazdasági termelés kb. 2/3-át adja), amely főként hús- és tejtermelő szarvasmarha tenyésztésre (980 000 db 1997) és sertéstartásra (1,1 millió db) szakosodott, de baromfiállománya (8 millió db) is tekintélyes. A növénytermesztésben a gabonafélék (búza 1,1 millió t, rozs 380 000 t, árpa 1,4 millió t, zab 108 000 t) és a takarmánynövények szerepe a legfontosabb, de számottevő a burgonyatermesztés is. Az ipari központok körül városellátó (főleg zöldségtermesztő) mezőgazdaság alakult ki.

### Bányászat
Litvániának nincsenek nyersanyagai és energiahordozói, ez a gazdaságban komoly problémát jelent. A hőerőművek működéséhez szükséges nyersanyagokat Oroszországból és Ukrajnából vásárolja. A villamosenergia termelés (1997-ben 14,2 milliárd kWh), több mint 80%-át az elavult és veszélyes, Csernobil-típusú ignalinai atomerőmű két 1500 MW-os reaktorblokkja szolgáltatta. Az ország EU-s csatlakozása után azonban az 1-est 2004, a 2-est pedig 2009 végéig le kellett állítaniuk. A 3-as építését 1989-ben leállították és leszerelték, a 4-est már el sem kezdték építeni.
A Nemunason, Kaunasnál kis vízerőmű működik.

### Ipar
A feldolgozóiparban a második világháború után kialakult gép- és vegyipar vezet. Mindkettőben elsősorban munkaigényes ágazatok jelentősek. A gépipar főbb ágai: elektronika, elektrotechnika, műszer- és szerszámgépgyártás, hajóépítés és javítás, mezőgazdasági gépek gyártása.
A balti államok közül csak Litvániának van orosz kőolajat feldolgozó üzeme Mažeikiaiben. Ennek termékeire települt a műanyag- és műszálipar. Fontos a műtrágyagyártás is. Hazai nyersanyagokat dolgoz fel a foglalkoztatásban és exportban jelentős élelmiszer-, textil-, fa-, cellulóz- és papíripar. Az élelmiszeriparban a hús-, a tej-, a malom- és a cukoripar vezet. A nagy hagyományú textilipar jellegzetes ága a lenfeldolgozás. Az ipar döntő hányada Vilniusban, Kaunasban és környékén tömörül; Klaipéda, Šiauliai és Panevėžys jelentősége is nőtt.
Világhírű a borostyántermelése és -feldolgozása.

### Külkereskedelem
Litvánia 2022-ben a világ 62. legnagyobb exportőre, és 62. legnagyobb importőre volt. 2022-ben Litvánia 46,9 milliárd $ értékben exportált és 51 milliárd $ értékben importált, 4,1 milliárd $ hiánnyal. Az ország külkereskedelme Európa központú.
A litván exporttermékek legjelentősebb területei az ásványi termékek, gépipar és a vegyipar. A legjelentősebb kiviteli termékek a finomított kőolaj, bútorok, valamint a földgáz. Litvánia legjelentősebb exportországa Lettország és Lengyelország, ahova a teljes exportállomány közel egynegyede (21,6%) érkezik. 2017 és 2022 között, az export termékek közül a földgáz és a finomított kőolaj kivitele nőtt a legnagyobb mértékben, míg a legnagyobb visszaesést a szelepek és a szigetelt vezetékek szenvedték el. Az exportországok közül 2017 és 2022 között Lettország és Lengyelország aránya nőtt a legnagyobbat, míg a legnagyobb visszaesést Oroszország és Algéria szenvedte el.
A litván importtermékek legjelentősebb területei az ásványi termékek, gépipar és a vegyipar. A legjelentősebb behozatali termékek a nyers- és a finomított kőolaj, valamint a villamosenergia. Litvánia legjelentősebb importországa Lengyelország és Németország, ahonnan a teljes importállomány közel egynegyede (23.1%) érkezik. 2017 és 2022 között, az import termékek közül a földgáz és a nyers kőolaj behozatala nőtt a legnagyobb mértékben, míg a legnagyobb visszaesést a teherautók és a buszok szenvedték el. Az importországok közül 2017 és 2022 között Lengyelország és az Egyesült Államok aránya nőtt a legnagyobbat, míg a legnagyobb visszaesést Oroszország és Kazahsztán szenvedte el.

#### Termékek
Az ország tíz legnagyobb export- és importterméke a következő volt 2022-ben: 
|     | Legnagyobb exporttermékek | Legnagyobb exporttermékek | Legnagyobb importtermékek | Legnagyobb importtermékek |
| --- | ------------------------- | ------------------------- | ------------------------- | ------------------------- |
|     | Termék                    | Arány                     | Termék                    | Arány                     |
| 1.  | Finomított kőolaj         | 11,7%                     | Nyers kőolaj              | 9,4%                      |
| 2.  | Bútorok                   | 4,8%                      | Földgáz                   | 8,6%                      |
| 3.  | Földgáz                   | 4,1%                      | Villamosenergia           | 4,5%                      |
| 4.  | Búza                      | 3,1%                      | Gépjárművek               | 3,9%                      |
| 5.  | Gépjárművek               | 2,3%                      | Gyógyszerek               | 2,2%                      |
| 6.  | Műanyag termékek          | 2,2%                      | Finomított kőolaj         | 2,1%                      |
| 7.  | Poliacetál                | 2%                        | Műsorszóró berendezések   | 1,9%                      |
| 8.  | Dohány                    | 1,9%                      | Traktorok                 | 1,3%                      |
| 9.  | Nitrogén-műtrágya         | 1,9%                      | Polikarbonsavak           | 1,1%                      |
| 10. | Gyógyszerek               | 1,4%                      | Nitrogén-műtrágya         | 1%                        |

#### Országok
A fő országok, amelyekbe Litvánia exportált és amelyekből importált termékeket 2022-ben: 
|     | Legnagyobb exportországok | Legnagyobb exportországok                                      | Legnagyobb exportországok | Legnagyobb importországok | Legnagyobb importországok                                              | Legnagyobb importországok |
| --- | ------------------------- | -------------------------------------------------------------- | ------------------------- | ------------------------- | ---------------------------------------------------------------------- | ------------------------- |
|     | Ország                    | Termék                                                         | Arány                     | Ország                    | Termék                                                                 | Arány                     |
| 1.  | Lettország                | Földgáz, finomított kőolaj, gyógyszerek...stb.                 | 13,2%                     | Lengyelország             | Villamosenergia, műtrágya, gépjármű alkatrészek és tartozékok...stb.   | 12,1%                     |
| 2.  | Lengyelország             | Finomított kőolaj, villamosenergia, poliacetál, ...stb.        | 8,4%                      | Németország               | Gépjárművek, gyógyszerek, pótkocsik és félpótkocsik...stb.             | 6,9%                      |
| 3.  | Németország               | Bútorok, repce, enzimek...stb.                                 | 7,6%                      | Lettország                | Villamosenergia, tej, műsorszóró berendezések...stb.                   | 8%                        |
| 4.  | Oroszország               | Bor, parfümök, szépségápolási termékek...stb.                  | 6,1%                      | USA                       | Földgáz, gépjárművek, nyers kőolaj...stb.                              | 6,5%                      |
| 5.  | USA                       | Finomított kőolaj, műanyag termékek, bútorok...stb.            | 5,6%                      | Oroszország               | Nyers kőolaj, földgáz, finomított kőolaj...stb.                        | 5,1%                      |
| 6.  | Hollandia                 | Finomított kőolaj, dohány, műanyag termékek...stb.             | 5,5%                      | Norvégia                  | Földgáz, nyers kőolaj, friss hal...stb.                                | 5%                        |
| 7.  | Észtország                | Finomított kőolaj, gyógyszerek, műsorszóró berendezések...stb. | 3,5%                      | Svédország                | Villamosenergia, friss hal, finomított kőolaj...stb.                   | 4,9%                      |
| 8.  | Svédország                | Bútorok, ülőalkalmatosságok, dohány...stb.                     | 3,8%                      | Hollandia                 | Finomított kőolaj, polikarbonsavak, számítógépek...stb.                | 4,5%                      |
| 9.  | Egyesült Királyság        | Bútorok, nitrogén-műtrágya, dohány...stb.                      | 3,5%                      | Kína                      | Műsorszóró berendezések, félvezető eszközök, biciklialkatrészek...stb. | 2,4%                      |
| 10. | Fehéroroszország          | Gépjármű, gyógyszerek, műanyag termékek...stb.                 | 3,2%                      | Szaúd-Arábia              | Nyers kőolaj, aciklikus alkoholok, etilén polimerek...stb.             | 3,8%                      |

## Közlekedés
Lásd még: Litvánia vasúti közlekedése
Az országban európai szintű autópályahálózat van kiépítve. Sok a gyorsforgalmi út is. A legfontosabb út az E67-es Via Balticának nevezett út.
A hajóközlekedés is kielégítő. Rendszeresen járnak hajók Kielbe és Sassnitzbe is.
Légiközlekedés többnyire Helsinkin vagy Varsón keresztül történik az EU felé.
Litvániának a közlekedésföldrajzi helyzete kedvező. Kijárata van a Balti-tengerre, fontos köz- és vasútvonalak haladnak át rajta É-D-i és K-Ny-i irányban. A Nemunas teljes hosszában hajózható, fő folyami kikötője Kaunas. Kevés a jó tengeri kikötője, de azok fagymentesek; legfontosabb Klaipéda. Vasútvonalának hossza 2002 km, az országos közutaké 68 160 km, ennek 90%-a aszfaltozott. Közlekedéshálózatának központja Vilnius, amelynek légi összeköttetése van Moszkvával és a balti államokkal.

### Légi
Litvániának három nemzetközi repülőtere van:
- Kaunas
- Palanga
- Vilnius

## Telekommunikáció
| Hívójel prefix | LY |
| ITU zóna       | 29 |
| CQ zóna        | 15 |

## Kultúra

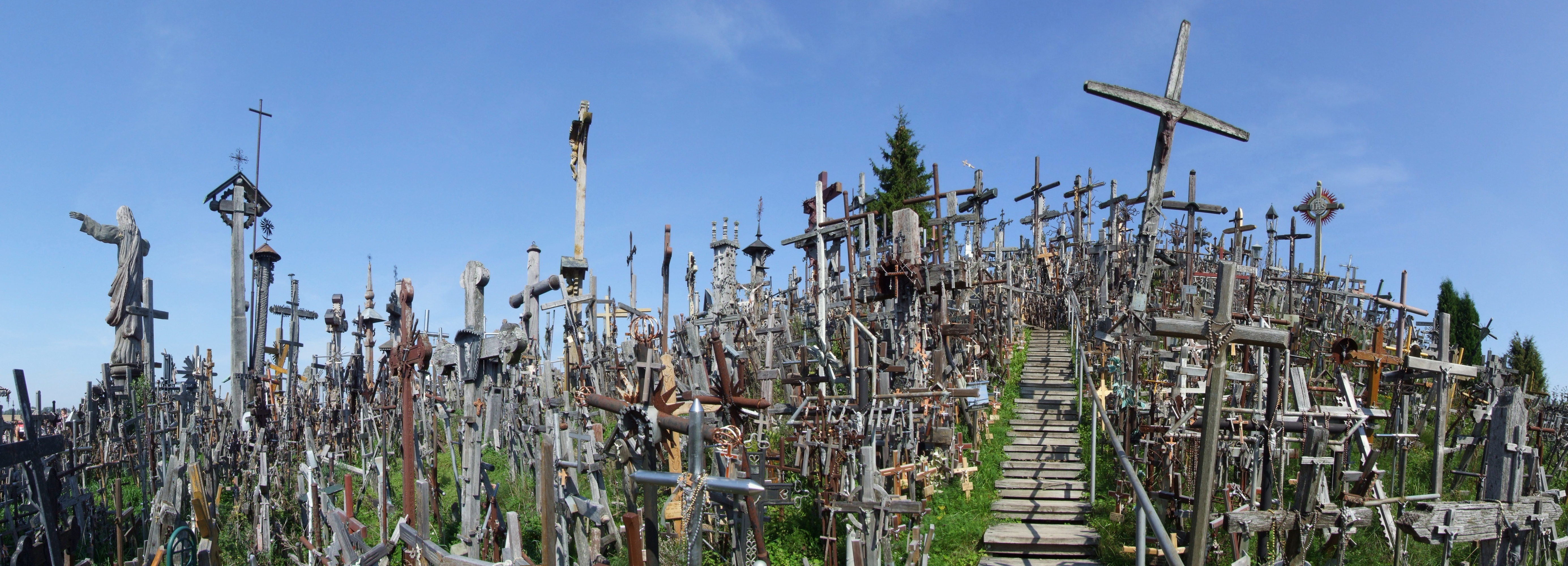
Keresztek hegye

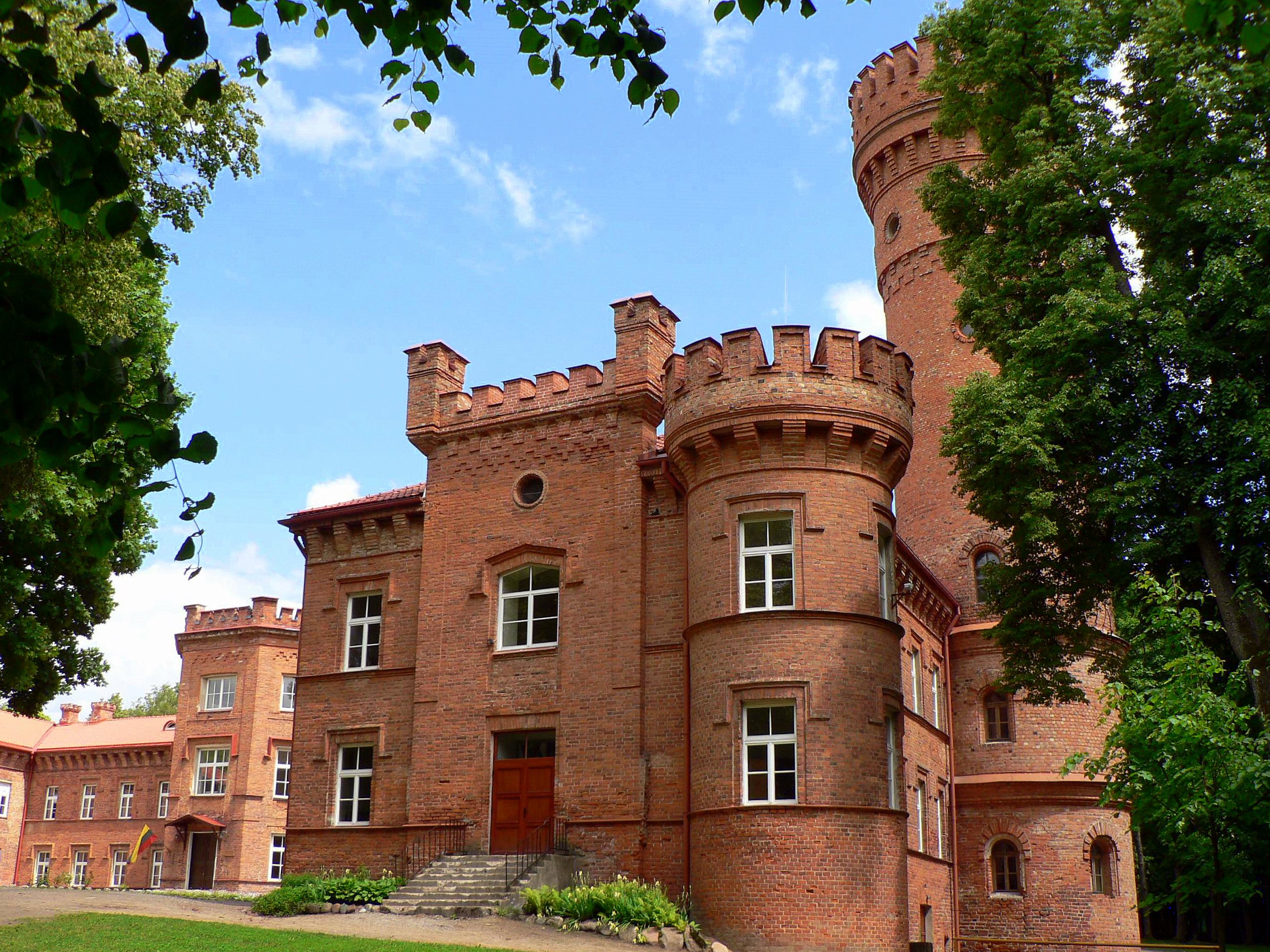
Raudonė kastélya

### Kulturális intézmények
könyvtárak, múzeumok, színházak, zene és tánc intézményei

#### Kulturális világörökség
Az UNESCO a kulturális világörökség részének tartja:
- Vilnius történelmi központja;
- Kur-földnyelv (Oroszországgal közös);
- Kernave régészeti területe;
- Struve földmérő vonal litvániai emlékei: Panemunėlis, Nemenčinė, Nemėžis

### Művészetek

### Hagyományok
Vallás

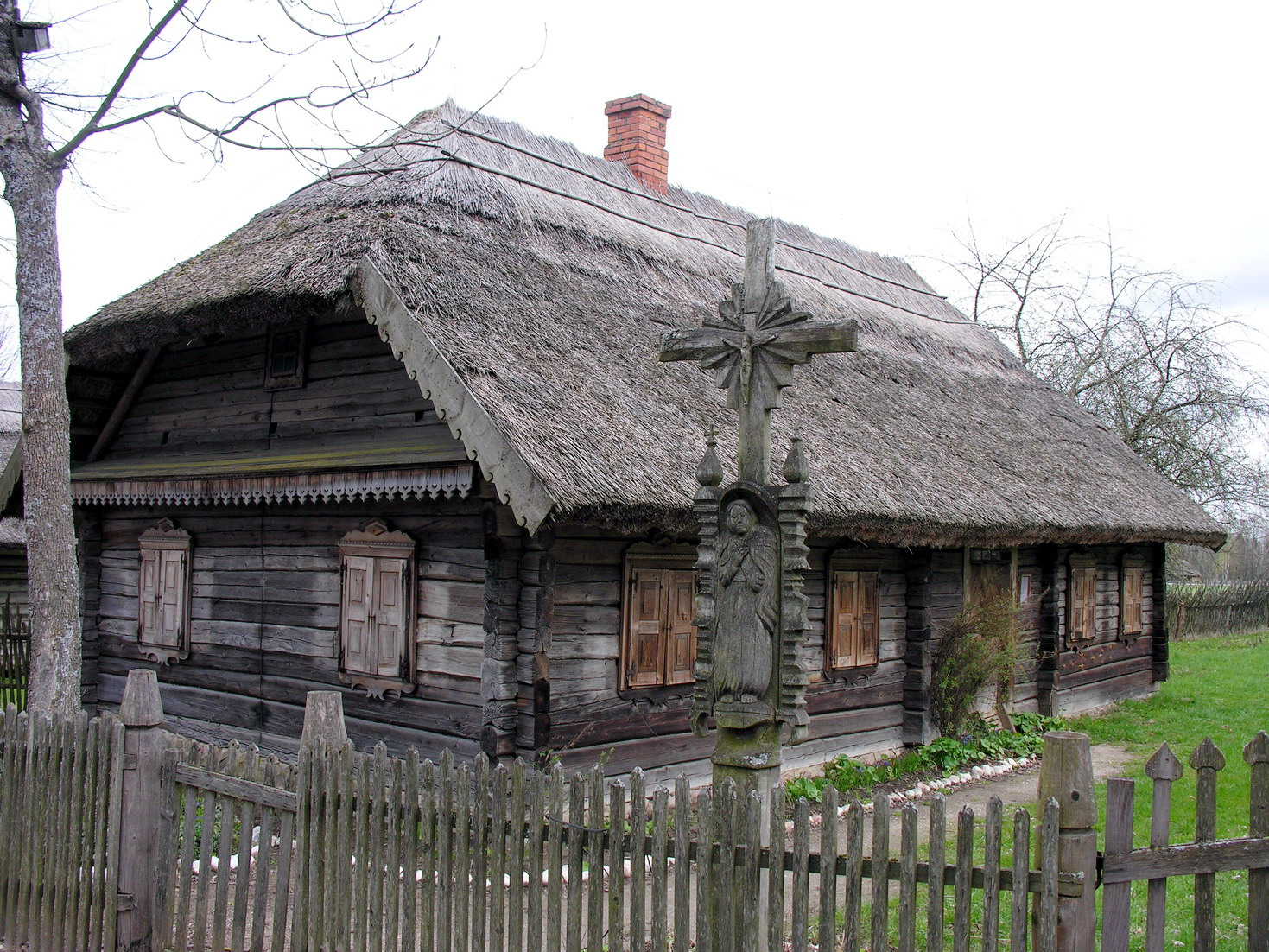
Hagyományos faház

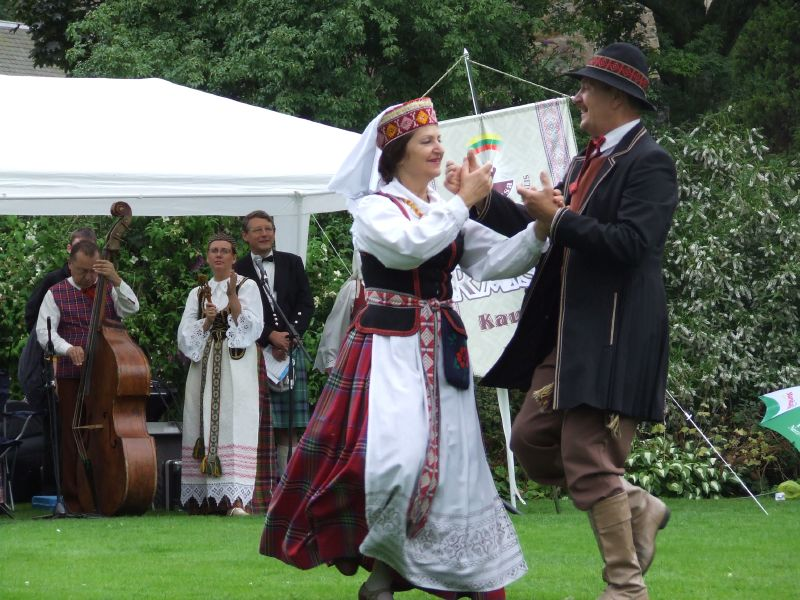
Litván néptáncosok

A litván pogány vallás valószínűleg animisztikus természetvallás volt, azaz a természet részeként felfogott emberek és állatok, növények, kövek között nem éreztek éles határt.
Prágai Jeromos 1392-től 1398-ig tett hittérítő útjáról beszámolt a későbbi II. Pius pápának: három dolgot említett, mint amit a pogány litvánok szentnek tartanak: [forrás?]
1. a kígyókat (számukra mindig ott volt a tej a ház vagy a pajta sarkában);
2. az örökké égő tüzet (amely a megtisztulást segíti elő);
3. az erdős ligeteket (a litvánok szerint egy kőben, tóban vagy a berekben is titokzatos életerő lüktet, amely ezekben a természeti tárgyakban mintegy összesűrűsödik, amitől ezek hatalmat nyernek, szentté válnak, a jó szelleme költözik beléjük)
Nem ruházták fel emberalakkal a természeti jelenségeket, nem voltak bálványimádók sem. A fák közül a tölgynek, a hársnak, a fenyőfának és a jávorfának tulajdonítottak különleges életerőt.
Az állatok közül a bikát, lovat és a kakast ruházták fel különleges életerővel. A litván nemzeti címerben is szerepel a ló.
A legfőbb lény az istenatya (Dievas) nevet viselte, s a nappali világosságot hozó istent jelentette. Fiát, Perkūnast később villám- és mennydörgésistennek tartották. Gediminas litván nagyfejedelem (1316–1341) mint egyetlen istenre utalt rá egyik levelében.
Valószínűleg Perkūnas lehetett a főisten Dievas előtt. Amikor az életerő a nemek szerint megkettőződött, Perkūnas lett a férfiisten, Žemyna (a nőnemű žemė – "föld" szóból ered a neve) a föld istennője.
A rossz elleni leghatásosabb eszköznek a tüzet tartották. Hittek, de a halál utáni életben, feltámadásban nem. Halottaikat azért égették el, hogy lelkük érintkezhessen majd a csak lélekkel rendelkező istennel és a többi emberi lélekkel egyaránt.
Úgy tartották, hogy az állatnak csak teste van, lelke nincs, ezért lovaikat a halottak hamvai mellé eltemették. A régészek emberi tetemeket nem találtak a pogány időkből, ezért a nép korai kultúrájáról viszonylag keveset tudhattak meg.
Népviselet
A népviseletek tájegységenként változnak: több vidéken is a kockás szoknya volt a parasztasszonyok jellegzetes viselete. A kötény mintázata, hossza szintén vidékenként eltérő sajátosságokat mutat.
Négy litván területnek alakult ki sajátos népviselete:
Žemaičiai (nagyrészt nyugati területek)
Aukštaičiai (a központi és zömmel keleti terület)
Suvalkiečiai (a délnyugati terület)
Dzūkai (a délkeleti terület)

### Gasztronómia
A szakácsművészet fejlődését két irányzat befolyásolta:
1. a XIV-XVIII. században létrejött kiváltságos rétegek (főnemesség, köznemesség) konyhája, az ún. régi litván vagy ólitván konyha, amelynek a folytonossága később megszakadt;
2. a XIX. század utolsó harmadára kialakult litván paraszti konyha, az ún. újlitván konyha, amelynek nincs kapcsolata az ólitván konyhával, annál inkább hasonlít azonban a baltikumi népek konyháira.
Ólitván konyha
Orosz, lengyel, tatár és német hatásokra alakultak ki bizonyos ételek, mint pl. a litván borscs, a pelmenyi (koldūnai) vagy a sózott, szárított, félbehasított libák. A soknemzetiségű országban bonyolult, olykor mértéktelenül sok hozzávalóból álló étkek terjedtek el (pl. žemaitijai libaleves).
A keleti konyha hatására megismert müszaka olyan régi litván halételek megjelenéséhez vezetett, mint a csuka savanyú káposztával. A vadászatnak köszönhetően az ólitván konyhában a prémes vadból, mocsári, vízi vadakból készült ételek terjedtek.
Már a 14-16. században exportáltak szárított vadhúst és füstölt vaddisznóhúst Nyugat-Európába. A vaddisznó-sonka olyan nívós termék volt, hogy a litván államban fizetőeszközként használták a 15. században.
Kedvelt szinte minden méhészeti termék (híg házi sör, mézsörök, mézeskalács). Az ólitván konyha a lengyel konyhaművészet hatására gyakrabban használ félkész és késztermékeket (kolbászokat, füstölt húsokat, túrót, tejfölt, aludttejet, olajat), mint kész meleg ételeket.
Újlitván konyha
Az újlitván konyhára jellemző a sok előétel és a burgonyás-húsos, burgonyás-tejes, burgonyás-tojásos meleg második fogások fogyasztása.
A sózott és füstölt húsok mellé semleges ízű, gyakran teljesen sótlan zöldséges vagy gabonás körítés illik. Sajátosan litván körítés az árpa (gyöngykása és árpakása), káposzta, fehérrépa, karórépa, sárgarépa, borsó, de mindezekből csak keveset fogyasztanak.
A baltikumi konyhák közül a litvánban a legelterjedtebb a fűszerhasználat, bár ez is csak főleg majoránnára, fűszerköményre, petrezselyemre, hagymára, kaporra korlátozódik. Nemzeti fűszernek tartják a köményt és a majoránnát.
A tea sajátos litván elnevezése: "arbata".
A cukrászkészítmények az egész Baltikumban a német konyha hagyományait őrzik. A litvánok mézzel és fekete borssal, illatos (jamaikai) borssal, citromhéjjal, szerecsendióval teszik ezeket még finomabbá.

## Sport
A kosárlabda Litvánia nemzeti sportja. 1937 és 1939 között Európában ők voltak az elsők.
1996-ban az elődöntőig jutottak el.
Emellett világszinten is híres a nemzeti válogatottjuk, 1992-ben Barcelonában, 1996-ban Atlantában, valamint 2000-ben Sydneyben bronzérmesek lettek a férfiak, az összesített éremtáblázatban kosárlabdában a 10. helyen állnak a 3 bronzérmükkel.
A legnevezetesebb kosárlabdacsapat a "Žalgiris Kaunas".
Lásd még: Litván labdarúgó-válogatott
Említésre méltó még Litvániából a jégkorongsport is. Jelenleg a 23. pozíciót foglalják el az IIHF (Nemzetközi Jégkorongszövetség) hivatalos ranglistáján (összehasonlításképpen: három pozícióval vannak a 2009-ben A csoport világbajnokságot is megjárt Magyarország mögött). Jelenleg stabil divízió I-es válogatott a csapatuk. Hivatalosan litván jégkorongligáról nem beszélhetünk, csapataik a fehérorosz jégkorongligában edződnek, ami kiegészül még további négy lett csapattal (ugyanis a lettek és fehéroroszok legjobbjai az orosz ligában, a KHL-ben játszanak).
A litvánok "kirakatcsapata" ahol a litván válogatott gerince játszik (kiegészülve az orosz, fehérorosz és lett ligában játszó légiósokkal) az Energija Elektrenai, szintén a fehérorosz bajnokságban szerepel. A két legnagyobb név Litvániában, az ország egyetlen NHL-játékosa, Dainius Zubrus és az USHL-ben játszó Pijus Rulevičius. Előbbi a New Jersey Devils színeiben játszik, eleddig egyszer szerepelt hazája színeiben világbajnokságon, a 2005-ös divízió I-es világbajnokságon, míg utóbbi az USHL-es (junior hokiliga az USA-ban) Chicago Steels játékosa.
A 20 éven aluli juniorválogatottjuk 2009 decemberében vívta ki a feljutást a Divízió I-es csoportba, oda ahol a felnőttválogatott is játszik. A biztató jelek ellenére az ország jégkorongsportja elég gyér az utánpótlás ellátottság szempontjából, ugyanis az országban regisztrált játékosok száma összesen nem éri el az ezer főt sem (megj. 817 fő).
Litvánia az extrém sportokban is jeleskedik. A WSM (The World's Strongest Man) versenysorozatban szereplő Žydrūnas Savickast tartják jelenleg a világ legerősebb emberének. 4 alkalommal nyerte el a világ legerősebb embere címet és számtalan világrekordot állított fel. Ő az egyetlen olyan "strongman" aki minden jelentős erősember versenysorozatot meg tudott nyerni.

## Ünnepek
- Január 1. – Újév (Naujieji metai)
- Február 16. – Az állam helyreállításának napja (Lietuvos Valstybės atkūrimo diena)
- Március 11. – 1990, Litván függetlenség napja (Lietuvos nepriklausomybės atkūrimo diena)
- Húsvét (Šv. Velykos)
- Május 1. – Nemzetközi munkanap (Tarptautinė darbo diena)
- Anyák napja (Motinos diena)
- Június 24. – Szent Iván, "Rasa" napja (Rasos ir Joninių diena)
- Július 6. – Államalapítás napja (Lietuvos karaliaus Mindaugo karūnavimo diena)
- Augusztus 15. – Nagyboldogasszony (Žolinė)
- November 1. – Mindenszentek napja (Visų Šventųjų diena)
- December 25-26. – Karácsony (Šv. Kalėdos)